# 瓦爾代馬爾皮爾斯
瓦爾代馬爾皮爾斯（拉脫維亞語： 聆听ⓘ，在1926年前曾称萨斯马卡（德語：Saßmacken））是拉脫維亞塔爾西市鎮内的城鎮，位於該國東北部，始建於1582年，面積3平方公里，鎮上有猶太教堂、信義宗和東正教教堂，2010年人口1,396。